# Vesicularia loricatifolia
Vesicularia loricatifolia är en bladmossart som beskrevs av Brotherus 1908. Vesicularia loricatifolia ingår i släktet Vesicularia och familjen Hypnaceae. Inga underarter finns listade i Catalogue of Life.